# Max Schöne
Max Schöne (20 gennaio 1880 – 16 gennaio 1961) è stato un nuotatore tedesco.
Partecipò alle gare di nuoto della II Olimpiade di Parigi del 1900 e vinse una medaglia d'oro, nei 200 m stile libero per squadre con la Deutscher Schwimm-Verband Berlin (con un punteggio totale di 33).